# Roger Voisin
Roger Louis Voisin (26 juni 1918 - 13 februari 2008) was een in Frankrijk geboren Amerikaanse klassiek trompettist.

## Carrière
Voisin was in de twintigste eeuw een belangrijk en invloedrijk trompettist. Op zijn zeventiende werd hij al benoemd tot assistent van de eerste trompettist van de Boston Symphony Orchestra. Dit was in 1935. De positie van eerste trompettist verwierf hij in 1950. Hij heeft 38 jaar in het orkest gezeten, tot in 1973. In deze periode was hij ook de eerste trompettist van het Boston Pops Orchestra.
Voisin is naar de Verenigde Staten verhuisd als een kind, nadat zijn vader (René Voisin (1893-1952)) naar het Boston Symfonieorkest was gehaald door Sergei Koussevitzky in 1928. In eerste instantie was hij een student van zijn vader, maar later studeerde hij bij de tweede trompettist van het BSO, Marcel LaFosse (1894 - 1969) en eerste trompettist Georges Mager (1885 - 1950). Hij studeerde solfège bij contrabassist Gaston Dufresne.
Aan Voisin worden meerdere uitvoerende premières van belangrijke werken voor trompet toegeschreven. Hiertoe behoren Paul Hindemiths Sonata for Trumpet and Piano (met Hindemith aan de piano) en Alan Hovhaness' Prayer of St. Gregory. Ook wordt de Amerikaanse première van het trompetconcert van Aleksandr Aroetjoenjan, uitgevoerd met de Boston Pops in 1966. Het stuk A Trumpeter's Lullaby heeft Leroy Anderson in 1949 voor Roger Voisin geschreven. Dit werk is in 1950 voor het eerst opgenomen met Arthur Fiedler en het Boston Pops Orchestra met Voisin als solist. Anderson heeft het stuk geschreven, nadat Voisin tegen hem had gezegd dat alle trompetconcerten hard, marciaal en triomfantelijk zijn en waarom Anderson geen stuk voor hem schreef in een geheel andere stijl voor Voisin en de Boston Pops. 
Tevens is Voisin betrokken geweest bij vele andere vroege opnamen en uitvoeringen van zowel solowerken als orkestwerken. 
Verder had hij een grote carrière als docent en heeft hij ook verschillende opnamen verzorgd voor de International Music Company als editor.